# 馬咸
马咸（3世纪—303年），西晋东平郡平陆县（今山东省济宁市汶上县北）人，马隆之子。
马咸骁勇善战，袭封奉高侯。晋惠帝时，成都王司马颖攻伐长沙王司马乂，马咸受司马颖之命，担任鹰扬将军，领兵出战。率兵屯守在河桥中渚，被司马乂部将王瑚击败，兵败阵亡。